# Rebekka Armstrong
Pour les articles homonymes, voir Armstrong.
Ava Fabian Katherine Hushaw
Ava Fabian Katherine Hushaw
Rebekka Lynn Armstrong est une garde du corps, mannequin et actrice américaine, née le 20 février 1967 à Bakersfield (Californie), (États-Unis). Elle est surtout connue pour être la première playmate séropositive, annoncée publiquement en 1994,.